# ビアンキ (コゼンツァ県)
ビアンキ（イタリア語: Bianchi）は、イタリア共和国カラブリア州コゼンツァ県にある、人口約1,300人の基礎自治体（コムーネ）。

## 地理

### 位置・広がり

#### 隣接コムーネ
隣接するコムーネは以下の通り。括弧内のCZはカタンザーロ県所属を示す。
- カルローポリ (CZ)
- コロージミ
- パネッティエーリ
- パレンティ
- ソルボ・サン・バジーレ (CZ)
- ソヴェリーア・マンネッリ (CZ)

## 行政

### 分離集落
ビアンキには、以下の分離集落（フラツィオーネ）がある。
- Censo, Murachi, Palinudo, Paragolio, Ronchi, Serradipiro